# Cloïssa japonesa
La cloïssa japonesa (Ruditapes philippinarum) és una espècie de mol·lusc bivalve de la família Veneridae, que actualment domina el mercat als Països Catalans substituint la tradicional, autòctona i més apreciada Ruditapes decussatus. Normalment procedeix de parcs de cultiu en aqüicultura.

## Descripció
La conquilla és de color molt variable, amb taques i bandes irregulars en disposició més o menys radial. Presenta les estries ben marcades, més que la cloïssa tradicional (Ruditapes decussatus) i és més rugosa. Les dues valves poden presentar diferències de color.

## Hàbitat
Des del sud de Sibèria a la Xina. Viu en la zona entre marees en badies i estuaris i s'enfonsa de 2 a 14 cm sota la superfície de la terra.